# Recuevo
Recuevo (oficialmente en asturiano: Recuevu) es una aldea española de la parroquia de Villafría, perteneciente al municipio de Pravia, en la comunidad autónoma de Asturias.

## Historia
Hacia mediados del siglo XIX, el lugar, ya por entonces perteneciente a la parroquia de Villafría del municipio de Pravia, tenía contabilizada una población de 66 habitantes. Aparece descrito en el decimotercer volumen del Diccionario geográfico-estadístico-histórico de España y sus posesiones de Ultramar de Pascual Madoz con las siguientes palabras:

RECUEBO: l. en la prov. de Oviedo, ayunt. de Pravia y felig. de Sta. Maria Magdalena de Villafria. sit. en una altura á la vertiente meridional de la sierra y el monte de Sta. Catalina: su terreno pendiente, pero es de buena calidad y fértil. prod.: escanda, maiz, habas, patatas, castañas, trigo y demas frutos de consumo. pobl.: 15 vec., 66 alm.
(Madoz, 1849, p. 390)

En 2023, la entidad singular de población de Recuevo tenía empadronados 23 habitantes, todos ellos diseminados.